# Енгелхард II фон Вайнсберг
Енгелхард II фон Вайнсберг (на немски: Engelhard II von Weinsberg; * пр. 1182; † сл. 1212/ок. 1213) е господар на Вайнсберг.

## Произход и управление
Той вероятно е син на Енгелхард I фон Вайнсберг († сл. 1166), шенк на херцог Фридрих фон Ротенбург през 1166 г.
Енгелхард II резидира в замък Вайнсберг до град Вайнсберг.

## Фамилия
Енгелхард II фон Вайнсберг се жени за Юта фон Урслинген († сл. 1219), сестра на Конрад († 1202), херцог на Сполето и граф на Асизи, и внучка на Свигер фон Урслинген († сл. 1137). Те имат децата:
- Енгелхард III фон Вайнсберг († 1242), господар на Вайнсберг, женен за Луитгард фон Шюпф († сл. 1250)
- Конрад I фон Вайнсберг († сл. 1234)
- Конрад 'Млади' фон Вайнсберг († сл. 1220), архдякон във Вюрцбург